# Markovac (Mladenovac)
Markovac (Servisch cyrillisch Марковац) is een plaats in de Servische gemeente Mladenovac. De plaats telt 674 inwoners (2002).